# Dysschema viuda
Dysschema viuda är en fjärilsart som beskrevs av William Schaus 1910. Dysschema viuda ingår i släktet Dysschema och familjen björnspinnare. Inga underarter finns listade i Catalogue of Life.